# Lilly Daché
Lilly Daché (10 de octubre de 1898 – 31 de diciembre de 1989) fue una sombrerera y comerciante de moda estadounidense de origen francés. Comenzó su carrera en una pequeña tienda de sombreros, pasando luego a vendedora en los grandes almacenes Macy's, y a partir de ahí montó su propio negocio. Alcanzó la cumbre de su carrera durante los años 1930 y 1940. Su principal contribución a la sombrerería femenina fueron los sombreros de moda diseñados a medida para mujeres ricas, celebridades, socialités, y estrellas de cine. Sus sombreros costaban aproximadamente diez veces el coste medio de un sombrero de señora. Su negocio principal de sombreros se encontraba en la ciudad de Nueva York con sucursales en París. Más tarde en su carrera amplió su línea de moda para incluir vestidos, perfumes, y joyas.

## Primeros años e inmigración
Daché nació en Bègles, Francia, en 1898. Su padre era un granjero y su madre una mujer consciente del estilo; Daché era la mayor de cinco hijos. Los nombres de sus padres y hermanos se desconocen. Su niñez consistió en explorar París con su madre y seguir a su padre por su granja en Begles. Daché terminó la escuela a los catorce años y aprendió los conceptos básicos de confección de sombreros bajo la tutoría de su tía en Burdeos. Su tía vio que tenía una capacidad natural en este campo ya que era capaz de hacer sombreros con simples retales y envió a la joven Daché a trabajar con las sombrereras parisinas más reconocidas de la época ― Suzanne Talbot, Caroline Reboux, y Georgette Berger, que le enseñaron todo lo necesario en el arte de la sombrerería, desde hacer pequeñas puntadas invisibles, a formar una corona del cabello para enfundarla en un turbante, o poner una rosa fresca o de tela en un sombrero de manera que pareciera que había florecido allí.
Daché inmigró a los Estados Unidos en 1924, llegando a Hoboken el 13 de septiembre con 13 dólares en el bolso y consiguió su primer trabajo en Darlington's en Filadelfia. Pronto se mudó a Nueva York y consiguió un trabajo en Bonnet Shop, una pequeña sombrerería en 2190 Broadway. Deseando un salario más alto, dejó el trabajo y aceptó un puesto en los grandes almacenes Macy's en la sección de sombreros femeninos. Ocupó el puesto de vendedora seis semanas y luego dimitió, regresando a Bonnet Shop y trabajando con su amiga Hattie Fredericks. Un día el dueño de la tienda anunció que iba a vender el negocio. Daché y su amiga coasociada compraron la tienda por 1000 dólares con un pago inicial de 200 dólares y un pagaré por el resto de 800. Daché compró la participación de su amiga y en un año era la dueña de todo el negocio.

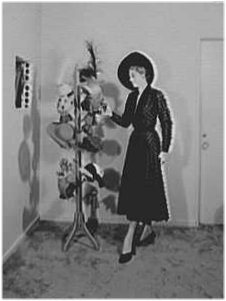
Residencia en 56.º St., Nueva York.

## Carrera
Daché tenía preferencia por los turbantes, los sombreros hechos a medida, sombreros ladeados de ala pequeña, gorras con viseras, boinas cónicas en punta, redecillas holgadas de colores, y sombreros con flores decorativas. Comenzó diseñando sombreros para las coristas de las Ziegfeld Follies en 1926. Decía que el glamur hacía que un hombre preguntara el número de teléfono de la usuaria y también que una mujer preguntara el nombre de la sombrerería de la usuaria. Su empresa floreció a pesar de la Gran Depresión y la Segunda Guerra Mundial. Sus sombreros costaban de 20 a 80 dólares en un tiempo en que un sombrero decente podía ser comprado por solo una décima parte de tal cantidad.
En 1937, Daché trasladó todo su negocio de sombrerería a un edificio de nueve pisos en Nueva York en 78 East 56.ª Street que llamó House of Dache. Aquí hacía sus ventas minoristas directamente a las clientas, un comercio mayorista a mandos intermedios, un taller, y el ático como su residencia. El diseñador de ropa Halston y el peluquero Kenneth fueron sus empleados por un tiempo antes de seguir con sus propios negocios. La  producción anual de sombreros personalizados de Daché se estimó en 9.000 sombreros al año. Trabajó con el diseñador de vestuario de Hollywood Travis Banton para proporcionar a estrellas como Gloria Swanson, Carmen Miranda, Bette Davis y Betty Grable los sombreros de moda necesarios para complementar sus trajes. También proporcionó sombreros para Joan Crawford, Marlene Dietrich, Marion Davies, Gertrude Lawrence, Sonja Henie, Audrey Hepburn y Carole Lombard.
En 1940 recibió un premio especial de Neiman Marcus por su diseño de un sombrero para Lord & Taylor. En 1943 recibió el premio especial Coty American Fashion Critics en sombrerería. En 1948 había empezado a diseñar también ropa hecha por encargo a emparejar con sus sombreros. Para 1949 diseñaba y confeccionaba vestidos, lencería, accesorios, perfumes, cosméticos y joyas, con sucursales para estos productos en París. Su etiqueta "Lilly Dache" se convirtió en sinónimo de elegancia. Cuando a finales de los años 1950 los sombreros perdían popularidad como complemento a ojos vistas, Daché entró en el negocio de los salones de belleza. Fue presidenta de 'Lilly Dache Hair Products' y en 1956 escribió un libro titulado Lilly Dache Glamour Book. No tuvo tanto éxito como en la sombrerería y cerró las puertas de todas sus empresas comerciales en 1969, retirándose cuando su marido se jubiló.

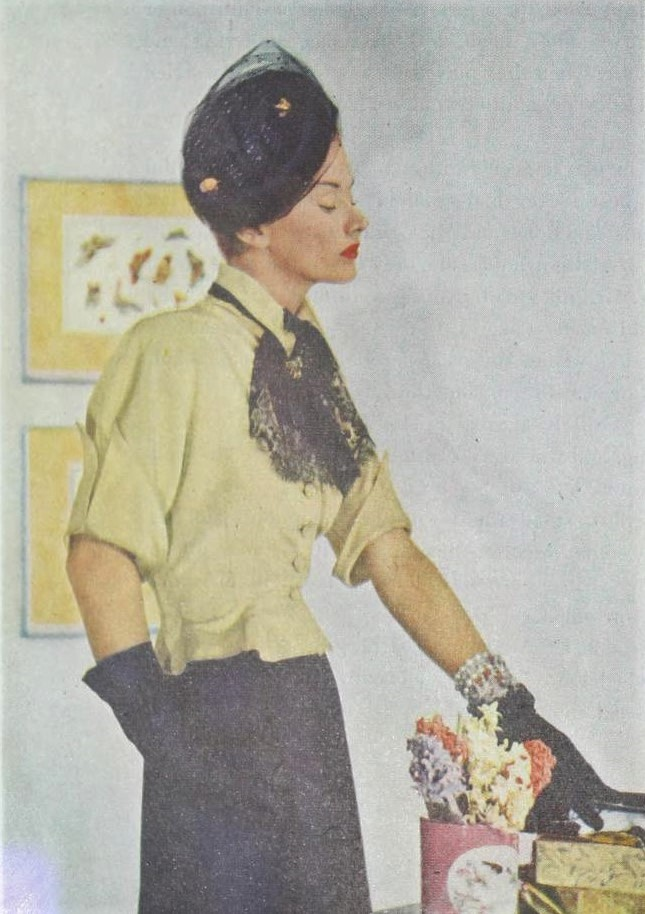
Traje de Maurice Rentner, sombrero de Lily Daché, anuncio de 1948 en Ladies' Home Journal.

## Vida personal
En 1931, Daché se casó con otro francés en Estados Unidos, Jean Despres que era un alto ejecutivo de la compañía de cosméticos y perfumes, Coty, Inc. Tuvieron una hija, Suzanne. Daché se retiró en 1968 y vendió sus últimos treinta sombreros a la actriz Loretta Young. Falleció el 31 de diciembre de 1989, en una clínica en Louveciennes, Francia, a la edad de 97 años. En los últimos veinte años de su vida había dividido su tiempo entre París y Delray Beach, Florida. También pasó un tiempo en Nueva York y Meudon, Francia.
Daché se convirtió en una celebridad en 1955 cuando apareció como invitada en un episodio del popular concurso televisivo What's My Line?. La panelista Arlene Francis adivinó su identidad misteriosa. Es mencionada en la canción "Tangerine" interpretada por la cantante de la orquesta de Jimmy Dorsey, cuando se describe a la protagonista, una encantadora sudamericana de pestañas oscurecidas por un sombrero Dache. Daché dijo que había hecho más sombreros de moda que cualquier otra mujer en el mundo. Algunos de sus sombreros por encargo personalizados se muestran en el museo Metropolitano de Nueva York.

## Obras publicadas
- Talking Throught My Hats (1946)
- Glamour Book (1956)

## Premios
- Neiman Marcus Fashion Award (1940)
- Coty American Fashion Critics Award (1943)